# Ерзурум
Помилка Lua у Модуль:Mapframe_для_карток у рядку 127: attempt to index field '?' (a nil value).
Ерзурум (тур. Erzurum; вірм. Կարին або Կարնո քաղաք, Karno K'aġak’ — «місто Карін»; грец. Θεοδοσιούπολις, Theodosiopolis) — місто у Східній Анатолії, Туреччина.

## Назва
«Ерзурум» походить від Arz-e Rûm — «земля Ромеїв» перською. За римських та візантійських часів місто було відоме як Феодосіополіс, сучасна назва була отримана після його завоювання сельджуками у Манцикертській битві 1071 року.

## Географія

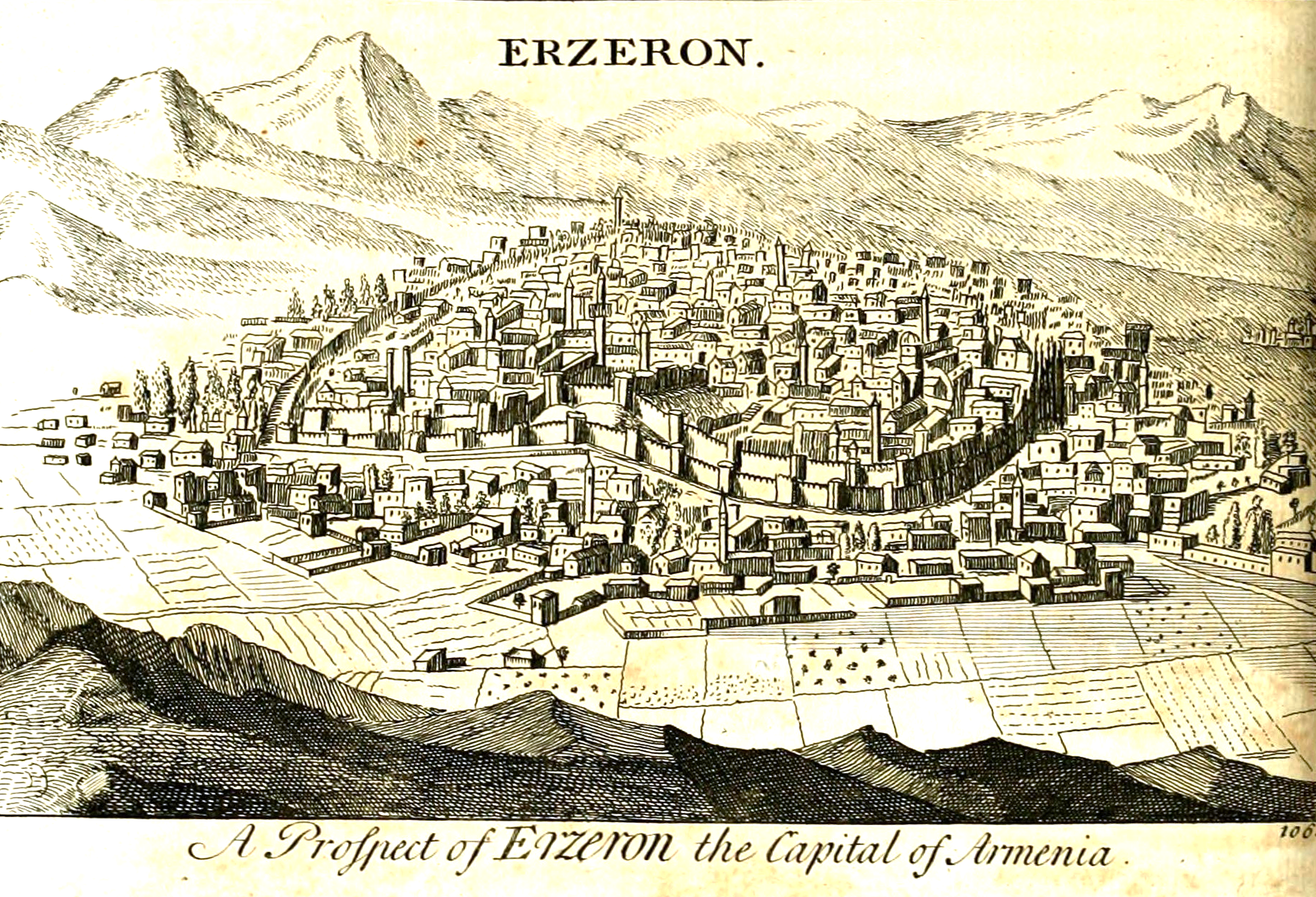
Гравюра «Ерзурум. План Ерзурума, столиці Вірменії» (із англійського перекладу Relation d'un voyage du Levant Жозефа Піттона де Турнефора, Лондон, 1717 год)

Це адміністративний центр провінції Ерзурум, найбільшої у Східній Анатолії. Місто розташоване на висоті 1757 м.

### Клімат
Місто розташоване в зоні, котра характеризується вологим континентальним кліматом з теплим літом. Найтепліший місяць — липень із середньою температурою 17.8 °C (64 °F). Найхолодніший місяць — січень, із середньою температурою -11.1 °С (12 °F).
| Клімат Ерзурума         | Клімат Ерзурума | Клімат Ерзурума | Клімат Ерзурума | Клімат Ерзурума | Клімат Ерзурума | Клімат Ерзурума | Клімат Ерзурума | Клімат Ерзурума | Клімат Ерзурума | Клімат Ерзурума | Клімат Ерзурума | Клімат Ерзурума | Клімат Ерзурума |
| Показник                | Січ.            | Лют.            | Бер.            | Квіт.           | Трав.           | Черв.           | Лип.            | Серп.           | Вер.            | Жовт.           | Лист.           | Груд.           | Рік             |
| Абсолютний максимум, °C | 6               | 10              | 15              | 23              | 26              | 29              | 33              | 35              | 32              | 23              | 18              | 12              | 35              |
| Середній максимум, °C   | −6              | −4              | 1               | 10              | 15              | 20              | 25              | 26              | 22              | 14              | 5               | −2              | 10              |
| Середня температура, °C | −11             | −9              | −3              | 5               | 10              | 13              | 17              | 17              | 13              | 7               | 0               | −6              | 4               |
| Середній мінімум, °C    | −16             | −15             | −7              | 0               | 3               | 6               | 10              | 9               | 4               | 0               | −5              | −11             | −1              |
| Абсолютний мінімум, °C  | −40             | −37             | −40             | −17             | −5              | −1              | −1              | 0               | −5              | −13             | −27             | −34             | −40             |
| Норма опадів, мм        | 20              | 20              | 30              | 50              | 70              | 50              | 20              | 10              | 20              | 40              | 30              | 20              | 440             |
| ----------------------- | --------------- | --------------- | --------------- | --------------- | --------------- | --------------- | --------------- | --------------- | --------------- | --------------- | --------------- | --------------- | --------------- |
| Джерело: Weatherbase    |                 |                 |                 |                 |                 |                 |                 |                 |                 |                 |                 |                 |                 |

## Населення
Населення міста станом на 2009 рік становило 551 тис. мешканців.

### Відомі особистості
- Акоп Карнеці — вірменський хроніст XVII століття.
- Кара Фатьма (1888—1955) — турецька військова.
- Нева Чіфтчіоглу(1963) — астробіолог і перша громадянка Туреччини, яка працювала у НАСА.
- Хусейн Ергані (1973) — турецький дипломат.

## Архітектура

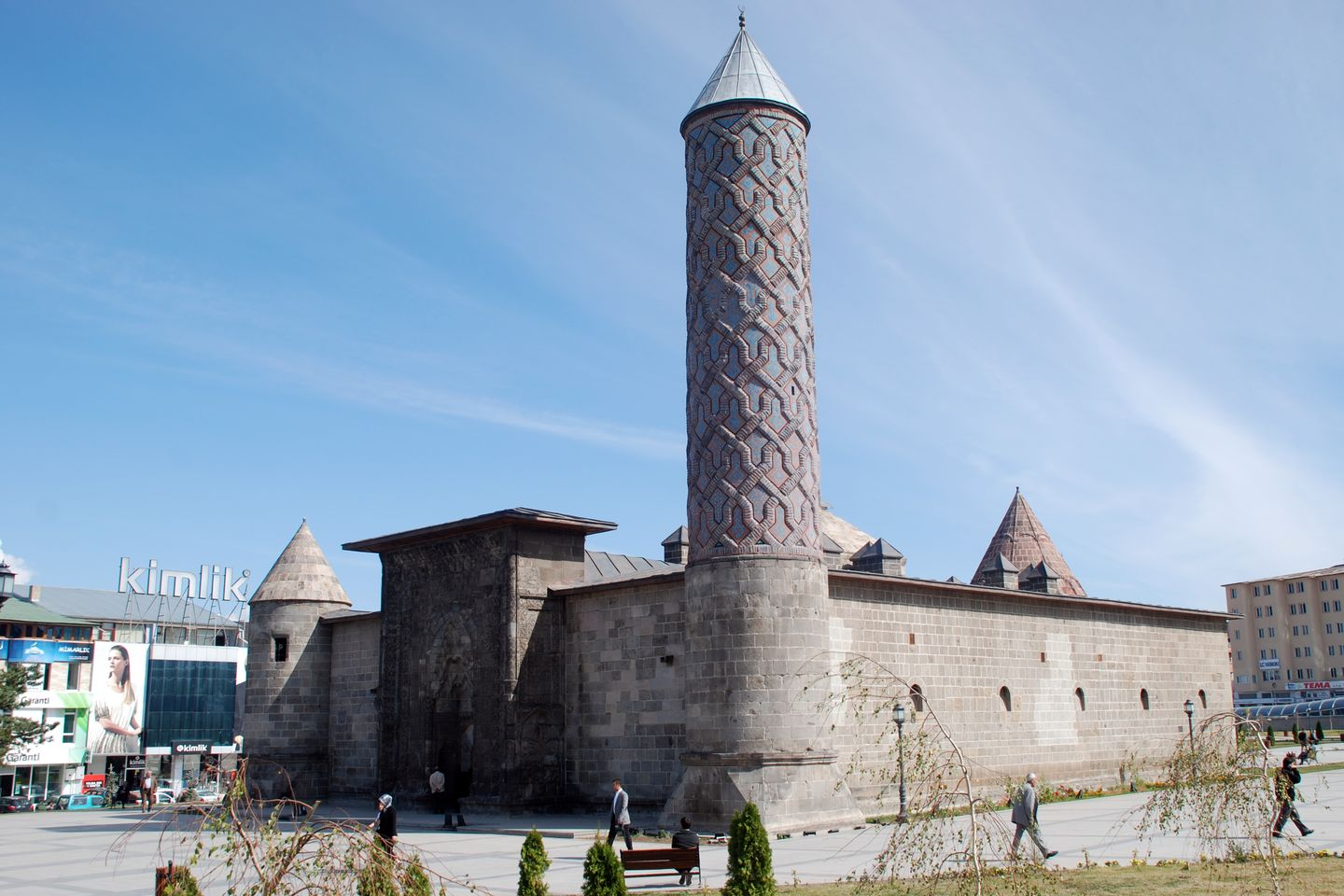
Якутіє медресе

У місті розташована пам'ятка архітектури XIV століття Якутіє медресе та медресе з двома мінаретами.

## Міста-побратими
- Тебріз, Іран
- Бахчисарай, Україна